# Бирюков, Хосе Александрович
Хосе́ Алекса́ндрович Бирюко́в, по испанскому паспорту Хосе Бирюков Агиррегавирия (исп. José „Chechu“ Biriukov Aguirregaviria; род. 3 февраля 1963, Москва) — советский, впоследствии испанский баскетболист.

## Биография
Родился в Москве в 1963 году. Его отец, Александр Васильевич Бирюков, работал водителем такси. Мать Хосе, Клара Агиррегавирия, басконка, родилась в Испании и была привезена в СССР в 1937 году в числе беженцев во время гражданской войны в Испании.
Начал заниматься баскетболом в ДЮСШ Советского района Москвы. Первый тренер — Равиль Черементьев.
В 1980—1982 годах выступал за молодёжную команду ЦСКА, в 1982 году перешёл в «Динамо», так как в основной состав ЦСКА, сильнейшего клуба страны, пробиться молодому игроку было сложно, а также по причине того, что игроки ЦСКА являлись военнослужащими и не могли часто выезжать за границу.
Выступал за юниорскую сборную СССР, в составе которой выиграл чемпионат Европы среди юниоров, где его впервые заметили испанцы. В 1982 году в составе сборной СССР участвовал в турне по США. В 1983 году ему предложил контракт мадридский «Реал», и Хосе переехал в Испанию вместе со всей семьёй — родителями, старшим братом Юрием и его семьёй — это стало возможным благодаря испанскому происхождению его матери. При отъезде в Испанию он был исключён из комсомола и лишён звания «Мастер спорта СССР международного класса».
В первый год в Испании Хосе не мог выступать за «Реал» в официальных матчах, так как испанского паспорта у него ещё не было, а вакансии легионеров в команде были заполнены. Дебютировал в составе «Реала» в официальных матчах в сезоне 1984/85. Всего Бирюков провёл 11 сезонов в составе «Реала», установив клубные рекорды по количеству проведённых матчей (404) и набранных очков (5303) в испанской лиге ACB. В составе «Реала» стал четырёхкратным чемпионом и обладателем Кубка Испании, побеждал во всех трёх европейских кубках. В 1990-е годы вместе с ним в составе «Реала» выступали его бывшие партнёры по сборной СССР Сабонис и Куртинайтис. С 1988 года выступал и за сборную Испании, дважды приняв участие в Олимпиадах в её составе. Был капитаном «Реала» и сборной Испании. Всего провёл 22 матча за сборную СССР и 57 матчей за сборную Испании.
В 1995 году из-за травмы колена решил оставить спорт. После окончания карьеры игрока занялся шоу-бизнесом: открыл продюсерское агентство, работающее с актёрами и телеведущими. В 1996 году у Бирюкова родились близнецы — дочери Клара и Сара.

## Достижения
- Чемпион Евролиги (1995)
- Обладатель Европейского кубка обладателей кубков (1989, 1992)
- Обладатель Кубка Корача (1988)
- Чемпион Испании (1985, 1986, 1993, 1994)
- Обладатель Кубка Испании (1985, 1986, 1989, 1993)
- Чемпион Европы среди юниоров в составе сборной СССР (1982)